# صفحات موبایلی پرشتاب
پروژهٔ صفحات موبایلی پرشتاب (انگلیسی: Accelerated Mobile Pages) (و یا به اختصار AMP) یک وبگاه متن‌باز است که ارائه دهنده فناوری‌هائی است که سبب بهبود عملکرد محتوای وب و تبلیغات می‌گردد. پروژهٔ AMP توسط گوگل و به عنوان رقیبی برای پروژه مقالات آنی فیس‌بوک و نیز چندین پلتفرم بزرگ اجتماعی، جستجو و نشر وب در سراسر جهان ارائه شد.
پروژه AMP یک فریم ورک به‌شمار می‌رود که از فناوری‌های موجود در وب ساخته شده‌است. این پروژه به برنامه نویسان کمک می‌کند صفحات اچ‌تی‌ام‌ال با حجم کم ایجاد کنند؛ این کدها به راحتی در صفحات موبایل لود می‌شوند، تا با لود سریع محتوای صفحات وب (تا ۴برابر حد معمول سریع‌تر) به راحتی برای کاربران قابل مشاهده باشد.
وب‌سایت‌هایی که از AMP استفاده می‌کنند در نتایج جستجوی موتور جستجوها با یک برچسب سبز رنگ که بر روی آن نماد رعد و برق وجود دارد، مشخص هستند.
AMP یک فریم ورک ارائه شده توسط گوگل است، در ۷ اکتبر ۲۰۱۵ معرفی و در حالت آزمایشی بوده و دو سال بعد از شروع آن به حالت محصول نهایی درآمده و وارد بازار وب شده‌است.

## بخش‌های اصلی فناوری AMP[۲]
این فناوری از ۴ بخش تشکیل شده‌است به صورت ذیل:
AMP WEBSITE
AMP STORIES
AMP ADS
AMP EMAIL
هر کدام از این بخش‌ها مأموریت مخصوص به خود را دارند که می‌تواند به تنهایی بخش مربوط به خود را توسعه دهد: به‌طور مثال امپ وب سایت یک ظرفیت بسیار بالایی است که به سایت‌های خبری و فروشگاهی اضافه می‌شود و باعث ساخت صفحات جدیدی خواهد شد که محتوای یکسانی با صفحات سایت دارد ولی این صفحات تولید شده خلاصه ای از محتوای هر صفحه است که از تجملات و افکت‌های اضافی جلوگیری شده‌است و همین موضوع باعث بالا رفتن سرعت و نمایش بهتر در نتایج گوگل می‌شود.
امپ استوری یک نوع محتوای جدید است که وب سایت‌ها می‌توانند محتواهای سریالی خود را تحت قالب اسلایدهای استوری به نمایش بگذارند برای دیدن نمونه ای از این محتوا می‌توانید به وب سایت سی ان ان مراجعه کنید.
از مزیت‌های این محتوا می‌توان به سرعت بالای نمایش اسلایدها و شیوه و قالب نمایش اسلایدها اشاره کرده که به خاطر افکت‌های زیبا و گرافیکی کاربر جذب شده و با دیدن عکس و ویدئو در زمینه اسلاید و متن‌های کوتاه شده روی اسلایدها از خبر و محتوای استوری‌ها با خبر می‌شود.

### انتقادات
این پروژه به دلیل تلاش جهت گسترش دامنه نفوذ گوگل در اینترنت و تحمیل ایده خود برای چگونگی طراحی صفحات وب و کسب درآمد از آن‌ها و نیز برای گیر انداختن ناشران در بوم‌سازگان گوگل، به‌طور گسترده توسط بسیاری از فعالان صنعت فناوری اطلاعات مورد نقد واقع شده‌است. همچنین AMP به عنوان بخشی از تلاش گوگل برای از رده خارج کردن URLها دیده شده‌است. به این ترتیب، کاربران نخواهند توانست بلافاصله تشخیص دهند که آیا در حال دیدن صفحه وب در وب آزاد هستند یا یک صفحه موبایلی پرشتاب که روی کارسازهای گوگل میزبانی می‌شوند.
جوشوا بنتون، مدیری آزمایشگاه خبرنگاری نیمن در دانشگاه هاروارد معتقد است: «این گونه احساس می‌شود که AMP، نسخه گوگل‌ساختهٔ وب است. ما، از دنیایی که می‌توانستید هر چیزی روی وبگاه خود بگذارید در حال حرکت به سمت دنیایی هستیم که نمی‌توانید چنین کنید چون گوگل چنین می‌گوید». رومن ترسوما، نماینده اسپانیایی پارلمان اروپا می‌گوید: «AMP مثالی است از افزایش فعالیت‌های ضد رقابتی گوگل تحت مقررات رقابت».